# اچ‌ام‌اس آمازون (دی۳۹)
اچ‌ام‌اس آمازون (دی۳۹) (به انگلیسی: HMS Amazon (D39)) یک کشتی بود که طول آن ۳۱۱ فوت ۹ اینچ (۹۵٫۰۲ متر) بود. این کشتی در سال ۱۹۲۶ ساخته شد.